# Battaglia di Tiatira
La battaglia di Tiatira fu combattuta nel 366 a Tiatira in Lidia (moderna Akhisar in Turchia), tra l'esercito dell'imperatore romano Valente e l'esercito dell'usurpatore Procopio condotto dal generale Gomoario, il quale disertò Procopio con le proprie truppe. La sconfitta di Procopio ne demoralizzò le truppe: quando Valente raggiunse l'usurpatore a Nacoleia (oggi Nacolia), Procopio fu abbandonato dal proprio generale Agilone, imprigionato e ucciso per ordine di Valente.

## Contesto storico

### Inizio della rivolta
Procopio era nato e cresciuto in Cilicia, di nobili origini, ed occupava una posizione vantaggiosa fin dalla giovinezza, essendo un lontano parente (probabilmente un cugino da parte della madre) di Flavio Claudio Giuliano, che poi sarebbe diventato imperatore. Procopio venne descritto da Ammiano Marcellino come molto rigoroso nello stile di vita e nella morale, riservato e taciturno; ma, sia come segretario, sia come tribuno, si sarebbe poi distinto in guerra, ascendendo, promozione dopo promozione, fino al più alto rango. Spentosi Costanzo II, Procopio, confidando nella parentela con il nuovo imperatore Giuliano, cominciò ad ambire a posizioni ancora più alte, soprattutto dopo che fu ammesso nell'ordine dei comites; e divenne evidente, a dire di Ammiano Marcellino, che se avesse raggiunto sufficiente potere, egli avrebbe potuto turbare l'ordine interno dello Stato. Quando Giuliano condusse la sua spedizione contro la Persia, lasciò Procopio in Mesopotamia, al comando di una forte divisione di truppe, ponendo come suo collega Sebastiano con uguale autorità.
In seguito all'uccisione di Giuliano nel corso della ritirata dell'esercito romano dal territorio persiano e all'elevazione a imperatore di Gioviano, si diffuse la voce che Giuliano aveva disposto, sul punto di spirare, che il suo successore fosse Procopio; Procopio, informato della diceria e temendo che a causa di essa avrebbe potuto essere sospettato da Gioviano di voler aspirare alla porpora e conseguentemente condannato a morte, decise di ritirarsi a vita privata. La notizia dell'esecuzione di Gioviano, il principale segretario dell'Imperatore, torturato e ucciso in quanto sospettato di ambire al trono, lo allarmò ulteriormente: temendo di essere anch'egli sospettato di tramare lo stesso, Procopio decise di ritirarsi in un distretto ancora più remoto e segreto, cercando di evitare di recare offesa a chiunque. Resosi conto che i suoi nascondigli erano ancora cercati da Gioviano con diligenza sempre maggiore, Procopio, sotto la pressione della necessità estrema, decise di spostarsi, percorrendo strade segrete, nel distretto di Calcedonia; qui trovò un rifugio sicuro nella dimora di un amico fidato, un uomo di nome Strategio, che da ufficiale di palazzo era stato innalzato fino al rango di senatore; nel frattempo, Gioviano era spirato e gli erano succeduti al trono Valentiniano I in Occidente e Valente in Oriente.
Nel corso della sua permanenza a Calcedonia e delle sue sporadiche visite a Costantinopoli, apprese dai resoconti di chi stava fuggendo dalla Capitale dell'impopolarità del nuovo imperatore d'Oriente Valente, accusato dai fuggitivi di essersi impadronito di beni che appartenevano legittimamente ad altre persone. Ammiano Marcellino attribuisce tali atti iniqui all'influenza nefasta del cognato Petronio, che dal comando della coorte martensiana, era stato da poco tempo elevato al rango di patrizio. Petronio viene accusato da Ammiano Marcellino di diversi misfatti, come la confisca dei beni in maniera arbitraria, la condanna indiscriminata di colpevoli e innocenti, dopo aver inflitto loro crudeli torture, al pagamento di ammende quadruple, e la riscossione di debiti contratti addirittura all'epoca dell'Imperatore Aureliano. Ammiano Marcellino, nel paragonarlo ad altri ministri iniqui vissuti sotto imperatori tirannici, lo definì più impopolare di Cleandro, prefetto vissuto all'epoca di Commodo, nonché più tirannico di Plauziano, prefetto sotto Severo. Quando Procopio fu informato dei misfatti compiuti da Valente sotto l'influsso di Petronio, cominciò a considerare la possibilità di approfittare del malcontento per usurpare la porpora, ritenendo che, promettendo un governo più equo di quello impopolare di Valente, avrebbe ottenuto ampi consensi.
E mentre Procopio stava progettando le sue mosse successive, un avvenimento favorì la sua impresa. Trascorso l'inverno, Valente si recò in Siria; ma, non appena raggiunse i confini della Bitinia, apprese dai resoconti dei generali che la nazione dei Goti si stava preparando ad invadere la Tracia. Informato di ciò, Valente ordinò che fossero inviati in Tracia diversi reggimenti di fanteria e di cavalleria per contrastare queste incursioni. Approfittando del fatto che l'imperatore Valente si fosse allontanato da Costantinopoli, Procopio decise di agire: era intenzionato a ottenere il supporto delle legioni Divitenses e Tungricani, a cui era stato dato ordine di marciare in Tracia in vista della campagna contro i Goti, e che secondo l'usanza, si sarebbero fermate per due giorni a Costantinopoli durante il tragitto; e a tal fine, decise di rivolgersi ad alcuni conoscenti che si erano reclutati in quelle stesse legioni; questi soldati, subornati dalla promessa di grandi ricompense, gli giurarono fedeltà, garantendogli inoltre che avrebbero spinto anche gli altri commilitoni a passare dalla sua parte.
Il giorno successivo Procopio, come concordato, si recò alle Terme di Anastasia, dove erano di stanza queste legioni; qui ricevette assicurazioni dai suoi emissari che, in un'assemblea tenutasi la notte precedente, tutti i soldati avevano dichiarato la loro adesione all'usurpazione; dopo aver ricevuto una garanzia di sicurezza, fu accolto dai soldati con tutti gli onori, anche se si trovò di fatto trattenuto quasi come ostaggio, e fu da essi innalzato al trono e proclamato imperatore. Poiché non fu trovata una tunica di porpora, i soldati lo vestirono con una tunica dorata, abito che si addiceva più a un alto funzionario che non a un Imperatore. Procopio, dopo aver promesso a tutti coloro che lo avevano innalzato grandi ricompense, avanzò per le strade, scortato da una moltitudine di uomini armati; secondo il giudizio di Ammiano Marcellino, il popolo non provò nei suoi riguardi né favore né avversione, ma, nonostante ciò, accolse con favore la novità, perché detestava Petronio, che stava accumulando ricchezze con tutti i tipi di violenza, opprimendo tutti i ceti con la riscossione di debiti ormai dimenticati. Giunto al tribunale, Procopio pronunciò un breve discorso, in cui giustificò l'usurpazione con la sua parentela con Giuliano; dopo aver ricevuto un applauso dalle legioni che aveva subornato ed essere stato acclamato imperatore dalle tumultuose grida della popolazione, si recò dapprima alla sede del senato, e infine, al palazzo imperiale. La notte del 28 settembre 365 Procopio fu proclamato imperatore.

### Reazioni di Valentiniano I
La notizia della rivolta di Procopio pervenne all'imperatore d'Occidente Valentiniano I il 1º novembre 365, lo stesso giorno in cui, mentre si apprestava ad entrare a Parigi, gli giunse la notizia di una grave sconfitta subita dall'esercito romano contro gli Alemanni, che avevano invaso la Gallia. Valentiniano inviò immediatamente il generale Dagalaifo con un'armata per contrastare l'invasione degli Alemanni, ma non prese misure immediate contro l'usurpatore. La notizia dell'usurpazione lo aveva infatti gettato in uno stato di grande perplessità e di ansia per le sorti di suo fratello Valente, non sapendo nemmeno se quest'ultimo fosse ancora vivo oppure fosse stata la sua presunta morte a spingere Procopio a usurpare la porpora. Equizio aveva infatti riportato all'Imperatore le circostanze della rivolta in termini molto vaghi, basandosi sulle uniche laconiche informazioni che aveva ottenuto dal tribuno Antonio, al comando dei soldati nella Dacia centrale. Valentiniano, dopo aver promosso Equizio al rango di magister militum per Illyricum, deliberò, almeno inizialmente, di marciare nell'Illirico per prevenire che l'usurpatore, dopo essersi insignorito della Tracia, potesse invadere anche la Pannonia. Sembra che egli tenesse bene a mente il caso di Giuliano, il quale, rivoltatosi contro Costanzo II, era avanzato con repentina velocità.
Ma i suoi consiglieri lo trattennero dal partire, implorandolo di non lasciare esposta la Gallia alle incursioni dei barbari che la stavano minacciando, e le loro richieste furono corroborate dall'arrivo di numerose ambascerie da alcune importanti città galliche, che richiedevano protezione contro i barbari. Alla fine, Valentiniano decise di accontentare la maggioranza dei suoi consiglieri, affermando che Procopio era nemico solo suo e di suo fratello Valente, mentre gli Alemanni erano i nemici dell'intero Impero romano, e quindi la precedenza spettava a loro; Valentiniano, pertanto, si risolse ad avanzare verso la frontiera del Reno. Giunto a Reims, Valentiniano, preoccupato per una possibile invasione dell'Africa, inviò Neoterio, che all'epoca era notarius ma che in seguito fu innalzato al rango di console, a difenderla; e con lui inviò, anche Masaucione, protector domesticus, che conosceva bene i luoghi in quanto figlio del precedente comes Africae Crezione, e Gaudenzio, un tribunus degli Scutarii.

### La rivolta si propaga
L'usurpatore ricevette il sostegno di molti cortigiani e di molti veterani dell'esercito, mentre altre personalità fuggirono segretamente dalla capitale, e si diressero a tutta velocità in direzione dell'accampamento dell'imperatore Valente. A raggiungere per primo l'accampamento di Valente e ad informarlo dell'usurpazione di Procopio fu Sofronio, all'epoca segretario, in seguito prefetto di Costantinopoli: egli raggiunse l'Imperatore mentre si accingeva a partire da Cesarea in Cappadocia per soggiornare ad Antiochia; allarmato per l'usurpazione, Valente decise di ritornare in Galazia per fronteggiare la situazione prima che precipitasse a suo sfavore. Valente probabilmente fu informato dell'usurpazione di Procopio ai primi di ottobre 365.
Nel frattempo, Procopio, allo scopo di propaganda, organizzò una serie di ambascerie dalle province dell'Oriente romano e dai regni clienti che gli porsero le loro congratulazioni per l'ascesa al trono, dando una parvenza di legittimità all'usurpazione; Procopio ricevette, inoltre, «ambasciatori dall'Italia, dall'Illirico e dalle province dell'Oceano occidentale», che sostenevano che Valentiniano fosse deceduto, notizia in realtà infondata, e gli assicuravano che ogni impresa sarebbe risultata agevole per il nuovo e favorito Imperatore; con ogni probabilità essi erano impostori ingaggiati da Procopio allo scopo di diffondere in Oriente la falsa notizia della morte dell'imperatore Valentiniano, che avrebbe potuto rendere la popolazione maggiormente disposta ad appoggiare l'usurpazione.
Procopio ovviamente rimosse gli ufficiali di cui non si fidava, arrestandoli o condannandoli all'esilio o all'esecuzione: Nebridio, recentemente ingaggiato da Petronio come prefetto del pretorio per succedere a Sallustio, e Cesario, il prefetto di Costantinopoli, furono destituiti, condannati al carcere e tenuti sotto custodia, per impedire che tramassero qualche insidia ai suoi danni; al loro posto, Procopio nominò Fromenio governatore della città, e Eufrasio magister officiorum; entrambi provenivano dalla Gallia, e godevano di buona reputazione. Procopio nominò suoi generali Gomoario e Agilone. Nel frattempo, poiché si temeva che il comes Giulio, comandante dell'esercito mobile di Tracia, potesse impiegare le truppe a propria disposizione per reprimere l'usurpazione, se ne fosse venuto a conoscenza, fu adottata la seguente misura: fu convocato a Costantinopoli per mezzo di una lettera, che Nebridio, mentre si trovava ancora in prigione, fu costretto a scrivere, e in cui gli veniva comunicato che era stato ingaggiato da Valente per prendere alcuni seri provvedimenti in connessione ai movimenti dei barbari; e non appena arrivò fu catturato e tenuto in stretta sorveglianza. Con questo artifizio Procopio ottenne il sostegno delle legioni della Tracia, che si provarono di grande assistenza ai suoi piani. In seguito a questo successo, Procopio nominò Arazio prefetto del pretorio, mentre molti altri furono ammessi alle varie cariche del palazzo, e del governo delle province.
Dopo aver rafforzato la propria posizione interna, Procopio procedette a rinforzare il proprio esercito; ottenne il sostegno dei reggimenti della cavalleria e di fanteria di stanza nella Tracia, che gli giurarono fedeltà. Poiché Valentiniano e Valente si erano da poco divisi le legioni, Procopio ritenne opportuno inviare presso i soldati suoi emissari, per spingerli a passare dalla sua parte; riuscì, corrompendoli con del denaro, ad ottenere il sostegno di buona parte di queste truppe, rafforzando la propria posizione. Procopio aveva trovato un valido espediente per spingere le truppe a passare dalla propria parte: l'usurpatore era solito prendere in braccio la figlioletta dell'ex Imperatore Costanzo II, molto amato dalle legioni, e portarla con se, rivendicando la parentela con il precedente Imperatore. Procopio tentò inoltre di spingere le truppe di stanza nell'Illirico a defezionare in suo favore, inviando in quella regione alcune persone, affinché subornassero le truppe illiriche con monete d'oro coniate con l'effigie dell'usurpatore; esse furono però arrestate e giustiziate dal magister militum per Illyricum Equizio. Questi, per impedire a Procopio di avanzare in direzione dell'Illirico, bloccò i tre ingressi per quella provincia: il primo attraversava la Dacia, lungo il corso di diversi fiumi, il secondo, il più frequentato, lungo i Succi, e il terzo, che attraversava la Macedonia, noto con la denominazione di Acontisma. La conseguenza di queste misure fu che all'usurpatore fu impedito di insignorirsi dell'Illirico, che sarebbe stata una importante fonte di risorse e di soldati il cui possesso sarebbe potuto essere determinante per l'esito della guerra.
Nel frattempo Valente, mentre era già sulla via del ritorno attraverso la Galazia, fu informato su ciò che era accaduto a Costantinopoli, e riprese la marcia con maggiore prudenza. L'Imperatore legittimo ordinò a due legioni, gli Ioviani e i Vittoriani, di avanzare in avanguardia per devastare l'accampamento nemico. Mentre le due legioni si stavano avvicinando, Procopio, appena ritornato da Nicea, dove era rimasto per qualche tempo con la legione dei Divitenses e con un promiscuo corpo di disertori spinti in breve tempo a defezionare in suo favore, si diresse verso Migdo sul Sangario. In quel luogo i due schieramenti opposti vennero a contatto, ed erano già pronti alla battaglia, quando Procopio avanzò di persona nel mezzo tra i due schieramenti, e salutò cortesemente in latino un soldato dello schieramento opposto di nome Vitaliano, che affermò di conoscere, esortandolo ad avvicinarsi a lui; dopo avergli porto sorprendentemente la mano, Procopio esortò, mentre entrambe le armate erano ancora attonite, i soldati del reggimento avverso a passare dalla propria parte, in quanto in questo modo avrebbero dimostrato la propria fedeltà alla dinastia di Costantino, a cui Procopio affermava di appartenere tramite la parentela con Giuliano. Al termine di questo discorso, quelle stesse legioni inviate da Valente per vincere l'usurpatore, abbassarono le armi e passarono dalla parte di Procopio, acclamandolo imperatore, e scortandolo al suo accampamento.
Procopio ottenne nel frattempo il sostegno non solo di numerose legioni romane, spinte a passare dalla sua parte per via della sua parentela con l'imperatore Giuliano e le numerose guerre combattute al suo seguito, ma anche di ausiliari barbari, circa diecimila guerrieri goti inviati dal loro re in appoggio all'usurpatore; Procopio ottenne inoltre il sostegno di numerose altre popolazioni barbare, non menzionate da Zosimo.

### Assedio di Cizico
Un'altra circostanza fortunosa favorì i ribelli: un tribuno di nome Rumitalca, un partigiano di Procopio a cui l'usurpatore aveva affidato la custodia del palazzo, attraversò il mare alla testa delle proprie truppe, e, dopo essere giunto nella città di Elenopoli, in precedenza nota come Drepanum, con una rapida sortita si impadronì di Nicea. Questo successo causò la reazione di Valente, che inviò Vadomario, in precedenza duca e re degli Alamanni, con un corpo di truppe con molta esperienza nell'arte di assedio, per assediare Nicea. Nel frattempo Valente stesso, con il resto del suo esercito, dopo essere passato per Nicomedia, cinse d'assedio la città di Calcedonia. Nel corso dell'assedio di Calcedonia, i cittadini insultarono Valente dalle mura, chiamandolo Sabaiario, o ubriacone: Sabai era una bevanda che era utilizzata solo dai cittadini poveri dell'Illirico. Alla fine, demoralizzato dalla scarsità di provviste e dall'ostinata resistenza della guarnigione, Valente decise di levare l'assedio e si stava già preparando per la partenza, quando, a peggiorare ulteriormente la situazione, la guarnigione di Nicea, assediata dall'esercito di Vadomario, aprì improvvisamente le porte e tentò una sortita, che li portò a uccidere gran parte degli assedianti, dirigendosi successivamente, sotto il comando di Rumitalca, verso i sobborghi di Calcedonia nella speranza di sconfiggere Valente, che si trovava ancora nelle vicinanze. Tuttavia, l'Imperatore, resosi conto del loro arrivo imminente, riuscì a eluderli e a salvarsi seguendo a tutta velocità un percorso che passava per il lago Sunon e per il corso del fiume Gallo. E fu così che, a causa di queste circostanze, la Bitinia cadde nelle mani dell'usurpatore Procopio.
Quando Valente ritornò ad Ancyra, e apprese che Lupicino si stava avvicinando con truppe dalla consistenza non trascurabile dall'Oriente, recuperò le speranze di vittoria, e inviò Arinteo con nuove truppe a fronteggiare il nemico. Quando Arinteo raggiunse Dadastana, lo stesso luogo dove era deceduto Gioviano, si imbatté nelle truppe sotto il comando di Iperechio, che in precedenza era stato solo un subalterno, ma che aveva ricevuto da Procopio il comando delle truppe ausiliarie; Arinteo urlò alle truppe nemiche ordinando loro di catturare e legare il loro stesso comandante; essi sorprendentemente obbedirono, arrestando il loro stesso comandante.
Nel frattempo Venusto, apparitor largitionum (ufficiale del tesoro) di Valente, mentre era in viaggio per Nicomedia, dove avrebbe dovuto distribuire il soldo ai soldati in Oriente, fu informato del disastro; resosi conto che, a causa dell'usurpazione, il momento non fosse quello opportuno per eseguire la sua commissione, riparò frettolosamente a Cizico con il denaro che aveva con sé. A Cizico si imbatté nel comes domesticorum  (conte delle guardie) Sereniano, inviato appositamente nella città per proteggere i tesori da essa custoditi e per difenderla da un probabile assedio nemico. Nel frattempo Procopio, dopo aver preso possesso della Bitinia, inviò un potente esercito per assediare proprio Cizico, in quanto strategicamente importante; il possesso di questa città, dotata di mura molto resistenti e rinomata per i molti monumenti antichi, permetteva, infatti, il controllo dell'Ellesponto. L'assedio procedette lentamente, a causa della strenua resistenza della popolazione e della guarnigione, che, con un espediente, tramite l'utilizzo di una catena di ferro, impedirono l'accesso al porto delle navi nemiche. Un tribuno di nome Alisone riuscì però con un espediente a rompere la catena di ferro, lasciando la città esposta all'assalto del nemico. Insignoritosi di Cizico, Procopio entrò in città e perdonò tutti coloro che gli si erano opposti, ad eccezione di Sereniano, che fu inviato in catene a Nicea, per essere tenuto in rigoroso isolamento.
Procopio nominò immediatamente proconsole il giovane Ormisda, figlio del precedente Principe Ormisda, affidandogli il governo sia civile che militare della provincia di Asia. In un'occasione, tuttavia, Ormisda rischiò di essere catturato dai soldati che Valente aveva inviato per i passi della Frigia, riuscendo tuttavia a mettersi in salvo insieme alla moglie fuggendo a bordo di un vascello. Successivamente alla presa di Cizico, Procopio ordinò che la casa del generale Arbizione, piena di arredi di innumerevole valore, fosse ripulita; l'usurpatore provava rancore nei confronti di Arbizione in quanto quest'ultimo aveva rifiutato in più occasioni di fargli visita, con il pretesto della vecchiaia e della malattia. Secondo Ammiano Marcellino, Procopio avrebbe potuto sottomettere le province dell'Oriente senza trovare resistenza e con il favore della popolazione locale, che mal sopportava il governo autoritario di Valente, e avrebbe gradito un cambio nel governo. Tuttavia, Procopio esitò ad avanzare ulteriormente, nella speranza di ottenere il controllo delle città dell'Asia Minore, e nel raccogliere uomini abili nel procurarsi denaro, oltre a soldati che gli potessero essere utili nelle battaglie future, che presagiva sarebbero state numerose e dure.

## Battaglia
Questi avvenimenti ebbero luogo nel corso dell'inverno 365/366, durante il consolato di Valentiniano e Valente. All'inizio del 366 il consolato fu trasferito a Graziano, che all'epoca non era ancora Imperatore, e a Dagalaifo. E, all'arrivo della primavera, Valente, avendo radunato un numeroso esercito ed essendosi unito con le truppe di Lupicino e con una consistente armata di ausiliari, marciò a tutta velocità in direzione di Pessino, che un tempo era una città della Frigia, ma che all'epoca apparteneva alla Galazia. Avendola rinforzata con un'adeguata guarnigione, procedette lungo i piedi del Monte Olimpo attraversando passi molto difficoltosi per giungere in Licia, con l'intenzione di attaccare Gomoario, che aveva invaso quella provincia. Ammiano Marcellino afferma che Valente giunse in Licia, probabilmente da emendare in Lidia sulla base della testimonianza di Zosimo ed Eunapio.
Tuttavia, nel corso della sua avanzata gli fu opposta una generale e ostinata resistenza, dovuta al fatto che il nemico, sia durante la marcia che sul campo di battaglia, portava con sé Faustina, la moglie di Costanzo, insieme alla figlioletta; questo incentivava i soldati dell'usurpatore a combattere con maggiore ardore in difesa della dinastia di Costantino, alla quale Procopio sosteneva di appartenere tramite la parentela con Giuliano. Per controbilanciare questo espediente, Valente aveva nel frattempo inviato richiesta a Arbizione, che all'epoca si era ritirato dal servizio militare, a unirsi a lui. L'errore di inimicarsi Arbizione risultò così fatale a Procopio: infatti Arbizione era molto stimato da gran parte dei soldati al servizio dell'usurpatore, per cui, quando passò dalla parte di Valente, riuscì a spingere molti dei soldati di Procopio a defezionare in favore dell'imperatore legittimo.
L'esercito di Valente, condotto da Arbizione, passò per Sardi, e si scontrò, probabilmente agli inizi di aprile 366, con l'armata di Procopio nei pressi di Tiatira. L'esercito di Procopio era condotto dal magister equitum Gomoario e dall'altro generale Ormisda. Arbizione riuscì però facilmente a persuadere Gomoario, di cui era amico, a defezionare in favore di Valente con tutte le sue truppe. Ammiano Marcellino afferma che Arbizione, rivolgendosi ai soldati che combattevano per l'usurpatore, definì Procopio un brigante pubblico, e le esortò ad abbandonarlo e a passare dalla sua parte. Ammiano afferma anche che Gomoario, all'apprendere di ciò, anche se avrebbe potuto eludere il nemico e ritornare in sicurezza da dove era venuto, essendosi reso conto che l'accampamento dell'Imperatore era convenientemente vicino, si consegnò lì con il pretesto di essere un prigioniero, fingendo di essere stato circondato da una divisione dell'esercito nemico che era apparsa all'improvviso. Questa è la versione di Ammiano Marcellino, che non cita esplicitamente alcuna battaglia di Tiatira. A parlare esplicitamente della battaglia di Tiatira è Zosimo che narra che inizialmente la battaglia sembrò volgere a favore dei soldati di Procopio, condotte dal persiano Ormisda, quando Gomoario, che fingeva di combattere per Procopio ma in realtà intendeva tradirlo in favore dell'Imperatore legittimo, gridò il nome di Augusto e passò dalla parte di Valente, insieme a numerosi altri che lanciarono il medesimo grido; a causa del tradimento di parte dell'esercito di Procopio, la Battaglia di Tiatira si rivelò un successo per le truppe di Arbizione.

## Conseguenze

### Disfatta di Procopio
Incoraggiato da ciò, Valente marciò rapidamente in Frigia, e si scontrò nei pressi di Nacolia con le truppe nemiche; la battaglia ebbe esito incerto fino a quando Agilone, il comandante delle truppe di Procopio, tradì l'usurpatore con un'improvvisa defezione, e fu seguito da molti che decisero di passare dalla parte dell'Imperatore.
Quando ebbe luogo questo avvenimento inaspettato, Procopio, abbandonando ogni speranza di salvezza, smontò da cavallo e cercò un nascondiglio ai piedi delle colline, seguito da Florenzio e dal tribuno Barcalba, che era noto fin dai tempi di Costantino per le gesta militari compiute in numerose guerre, e ora condotto al tradimento per necessità ma non per inclinazione. Nel corso della notte, Procopio, trovando impossibile fuggire, e rimasto senza risorse, fu all'improvviso catturato e legato dai suoi compagni e nel corso del mattino successivo (27 maggio) condotto all'Imperatore; fu immediatamente giustiziato.
Valente, montando indignazione contro Florenzio e Barcalba, ordinò che fossero giustiziati, nonostante gli avessero consegnato Procopio. Ammiano Marcellino condanna l'atto di Valente, perché se essi avessero tradito il loro principe legittimo, sarebbe stato giusto giustiziarli; ma poiché avevano tradito un ribelle e un nemico alla tranquillità dello Stato, avrebbero dovuto ricevere un'ampia ricompensa per aver compiuto un'azione tanto memorabile. Procopio fu così giustiziato all'età di quarant'anni e dieci mesi.

### Rivolta di Marcello
Nel frattempo, Marcello, un ufficiale della guardia parente di Procopio, da lui posto al comando della guarnigione di Nicea, quando fu informato del tradimento dei soldati e dell'esecuzione di Procopio, uccise Sereniano, che era tenuto prigioniero nel palazzo; secondo Ammiano Marcellino, se Sereniano fosse sopravvissuto alla vittoria di Valente, a causa della sua grande influenza che esercitava su Valente, imperatore sempre incline alla crudeltà, avrebbe fatto sì che fossero eseguite molte crudeli esecuzioni. Dopo aver ucciso Sereniano, Marcello, con una marcia rapida, si impadronì di Calcedonia e tentò di usurpare la porpora, commettendo tuttavia due errori di valutazione: riteneva che i tremila goti che erano stati inviati in sostegno di Procopio potevano essere a piccolo costo persuasi ad appoggiarlo, e inoltre era ignaro di quanto successo nell'Illirico. Mentre questi avvenimenti allarmanti stavano avendo luogo, infatti, Equizio, essendo stato informato da fonti attendibili che la guerra si era spostata in Asia, decise di intervenire in sostegno di Valente, essendo ancora ignaro della sconfitta di Procopio; passò dunque tramite i Succi, e tentò di espugnare Filippopoli, l'antica Eumolpia, che era occupata da una guarnigione nemica. Si trattava di una città collocata in una posizione di importanza strategica fondamentale, che probabilmente si sarebbe rivelata un ostacolo alla sua marcia verso l'Asia se l'avesse lasciata alle spalle senza averla espugnata. Ma quando, alcuni giorni dopo, apprese dell'usurpazione di Marcello, inviò contro lui un distaccamento del suo esercito: essi riuscirono in breve tempo a sconfiggerlo e a catturarlo; Marcello fu rinchiuso in prigione e pochi giorni dopo fu giustiziato, dopo aver sofferto i supplizi della tortura insieme ai suoi seguaci.
Quando l'Imperatore Valente scoprì che Marcello aveva fatto uso di una veste imperiale, si adirò al punto da punire in modo crudele, spesso senza nemmeno un processo legale, non solo coloro che erano coinvolti direttamente nell'usurpazione, ma anche coloro che non avevano denunciato tempestivamente tali trame, nonché tutti i parenti e amici dei congiurati, compresi quelli che non avevano minimamente preso parte all'usurpazione. I sospettati di aver preso parte alle due usurpazioni furono puniti con esecuzioni e altre punizioni crudeli; queste misure crudeli erano motivate dalla necessità di disincentivare ulteriori usurpazioni. In particolare furono puniti i difensori di Filippopoli, rei di aver opposto una tenace resistenza all'assedio delle truppe legittimiste. Altre persone, invece, tramite l'influenza di intercessori, ricevettero clemenza, e tra questi spiccava Arazio, prefetto sotto Procopio, che, per intercessione del genero Agilone, fu punito solo con l'esilio su un'isola, dalla quale sarebbe poi fuggito. Nel frattempo Eufrasio e Fromenio furono inviati in Occidente per richiesta di Valentiniano: Fromenio fu deportato nel Chersoneso, venendo punito più severamente di Eufrasio, anche se la loro situazione era la stessa, in quanto era stato un favorito dell'Imperatore Giuliano.

### Guerra contro i Goti
Dopo che Procopio era stato definitivamente sconfitto in Frigia, e fu posta fine alla guerra civile, il magister equitum (comandante della cavalleria) Vittore fu inviato presso i Goti per indagare perché una nazione amica dei Romani, e legata ad esso da trattati di equa pace, aveva fornito assistenza militare a un usurpatore che stava guerreggiando contro l'Imperatore legittimo. I Goti, per giustificare la propria condotta, mostrarono le lettere ricevute dal già menzionato Procopio, nel quale l'usurpatore asseriva di aver assunto la sovranità come era suo diritto, a causa della stretta parentela alla famiglia di Costantino; ed essi asserivano che ciò giustificava il loro errore. Quando Vittore riportò tali giustificazioni all'Imperatore Valente, quest'ultimo, ritenendole frivole, decise di intraprendere una spedizione punitiva contro i Goti.
All'inizio della primavera del 367, dopo aver raccolto una grande armata e collocato il proprio accampamento nei pressi di una fortezza di nome Daphne, valicò il Danubio attraverso un ponte di barche invadendo il territorio nemico senza incontrare alcuna resistenza: il nemico, infatti, timoroso di dover affrontare un esercito tanto potente, preferì ritirarsi sui monti dei Serri, pressoché inaccessibili a chi non conoscesse i luoghi, permettendo all'armata di Valente di saccheggiare i loro territori; per non ritornare in territorio romano senza aver ottenuto risultati, Valente inviò quindi il magister peditum Arinteo a saccheggiare le pianure limitrofe, e questi riuscì a catturare alcune delle famiglie gotiche che ancora non erano riuscite a trovare riparo nelle regioni montagnose; dopo aver ottenuto questo risultato, Valente ritornò in territorio romano con il suo esercito, senza aver inflitto o sofferto alcun danno serio. L'anno successivo, nel 368, le inondazioni del Danubio impedirono a Valente di riprendere la spedizione punitiva contro i Goti; l'Imperatore rimase nei pressi della città di Capri, dove si accampò fino all'autunno; dopo essersi reso conto che non era più possibile sperare di attraversare il Danubio per quell'anno a causa delle inondazioni del fiume, decise di ritirarsi a Marcianopoli per svernarvi. All'inizio del 369 l'esercito di Valente invase di nuovo il territorio dei Goti, attraversando il Danubio su un ponte di barche a Nivors; con una rapida marcia attaccò i Greutungi e sconfisse Atanarico, re dei Goti, che osò resistergli anche senza forza adeguata, ma che poi fu costretto a salvarsi con la fuga.
Ritornato a Marcianopoli per svernarvi, Valente ricevette numerose ambascerie dei Goti, i quali gli imploravano la pace per due motivi: il primo era costituito dal timore dei Goti di subire ulteriori incursioni nei loro territori per mano dell'Imperatore; il secondo era costituito dalla necessità di ristabilire le relazioni commerciali con Roma, in quanto, a causa dell'interrompersi di questi scambi commerciali, essi cominciarono a soffrire la carenza di beni primari. L'Imperatore, disponibile a negoziare, inviò presso di loro Vittore e Arinteo, a quell'epoca i comandanti della fanteria e della cavalleria; e quando gli comunicarono, tramite lettere, che i Goti erano disposti ad aderire alle condizioni proposte, la pace fu firmata.